# Lins (tiểu vùng)
Lins là một tiểu vùng thuộc bang São Paulo, Brasil. Tiều vùng này có diện tích 3876 km², dân số năm 2007 là 146758 người.